# Алианс на европейските национални движения
Алианс на европейските национални движения (АЕНД) (на английски: Alliance of European National Movements, AENM) е крайнодясна политическа партия на европейско равнище, създадена в Будапеща на 24 октомври 2009 г.
Учредители на Алианса са Движение за по-добра Унгария (Йобик), Национален фронт (Франция), Флама Триколоре (Италия), Национал-демократи (Швеция) и Национален фронт (Белгия).

## История
През ноември 2009 г. Британската национална партия заяви, че форматът на Алианса е разширен до девет партии, но тази информация не е потвърдена от председателя на АЕНД Бруно Голниш през 2012 г.
На пресконференция, проведена в Страсбург на 16 юни 2010 г. политическото ръководство на АЕНД е избрано, както следва: Председател Бруно Голниш, заместник-председател Ник Грифин, Бела Ковач и генералният секретар Валерио Цигнети.
През октомври 2013 г., Марин Льо Пен поисква Голниш и Жан-Мари Льо Пен да напуснат, за да се присъединят към по-умерения Европейски алианс за свобода. Марин Льо Пен прави опит да „де-демонизира“ партията, т.е. да ѝ се даде по-приемлив образ. Сътрудничеството с открито расистки и антисемитски партии, намиращи се в АЕНД се разглежда като противоречащо на тези цели. На 7 ноември, двамата заявяват, че напускат. Това означава край на мандата на Голниш като председател, като мястото му е заето от Бела Ковач от януари 2014 г.,
През пролетта на 2013 г. Всеукраинско обединение „Свобода“ губи статута си на наблюдател, след конфликт с другите членове по отношение на етническите малцинства в западната част на Украйна. Въпреки това, Свобода поддържа своята неформална принадлежност с алианса до март 2014 г. Свобода обявява своето оттегляне от статута си на наблюдател от АЕНД, позовавайки се на няколко членове на алианса, които правят „изявления в подкрепа на спонсорираните от Русия сепаратистки сили и подкрепа за руската окупация на територията на Украйна“. Лидерът на АЕНД Бела Ковач е наблюдател на парламентарните избори в Донбас от 2014 г.

## Членове
| Партия                          | Авревиатура | Държава        | Евроместа | Национални |
| ------------------------------- | ----------- | -------------- | --------- | ---------- |
| Движение за по-добра Унгария    | Йобик       | Унгария        | 3         | 24         |
| Флама Триколоре                 | ФТ          | Италия         | 0         | 0          |
| Национал-демократична партия    | НДП         | България       | 0         | 0          |
| Британска национална партия     | БНП         | Великобритания | 0         | 0          |
| Републиканско социално движение | РСД         | Испания        | 0         | 0          |
| Национална обновителна партия   | НОП         | Португалия     | 0         | 0          |
| Фронт синьо и бяло              | ФСБ         | Финландия      | 0         | 0          |

## Бивши членове
| Партия                     | Авревиатура | Държава | Бележки                               |
| -------------------------- | ----------- | ------- | ------------------------------------- |
| Национален фронт (Франция) | НФ          | Франция | През 2010 г. се присъединява към ЕАС  |
| Национал-демократи         | НД          | Швеция  | През април 2014 г. партията е закрита |

## Бивши наблюдатели
| Партия                            | Авревиатура | Държава | Бележки                                                                 |
| --------------------------------- | ----------- | ------- | ----------------------------------------------------------------------- |
| Всеукраинско обединение „Свобода“ | Свобода     | Украйна | През март 2014 г. се оттегля поради несъсгласие около кризата в Украйна |